# III. Sigurd norvég király
III. Sigurd Sigurdsson (1155 eleje – 1163. szeptember 29.) norvég király 1162-től haláláig.
II. Sigurd törvénytelen fiaként született és féltestvére, II. Haakon halála után tették meg királynak. Nem ismerték el széles körben és 1163-ban Erling Skakke elfogatta és megölette.